# هوجو تسوناشیگه
هوجو تسوناشیگه (به ژاپنی: 北条 綱成 Hōjō Tsunashige)؛ 1515 – ۱۱ ژوئن ۱۵۸۷) سامورایی، و پرسنل نظامی در خدمت خاندان هوجوی اخیر برادرخوانده هوجو اوجی‌یاسو اهل ژاپن بود.